# UNMIS

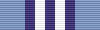
Baretka medalu ONZ za misję UNMIS

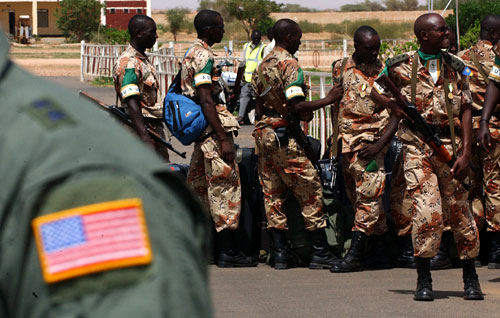
Żołnierze z Rwandy podczas załadunku do samolotu. Siły liczące 1200 żołnierzy wspomagały działania UA w Sudanie

UNMIS (ang. United Nations Mission in Sudan, Misja Narodów Zjednoczonych w Sudanie) – misja pokojowa ONZ, działająca w południowym Sudanie w latach 2005-2011. 
Decyzja o jej utworzeniu została zawarta w Rezolucji Rady Bezpieczeństwa ONZ nr 1590 z dnia 24 marca 2005. Zadaniem misji był przede wszystkim nadzór nad przestrzeganiem porozumienia pokojowego zawartego w Nairobi 9 stycznia 2005. Kończyło ono wieloletnią wojnę domową między zdominowanym przez muzułmanów arabskiego pochodzenia rządem Sudanu a rebeliantami z zamieszkanego przez czarnych chrześcijan południa kraju. Mandat misji nie odnosił się natomiast do drugiego konfliktu trwającego wówczas na terytorium Sudanu, a dokładniej w Darfurze.
Limit liczebności misji wyznaczony przez Radę Bezpieczeństwa wynosił 27 300 żołnierzy i 4 000 policjantów, w okresie maksymalnego obłożenia (stan na 31 stycznia 2011) ona  9 304 żołnierzy, 513 obserwatorów wojskowych i 702 policjantów.
Mandat misji wygasł 9 lipca 2011 wraz z powstaniem państwa Sudan Południowy. Jej koszt został oszacowany na 5,75 mld USD.
Po zakończeniu misji Rada Bezpieczeństwa ONZ ustanowiła nową: UNMISS (ang. United Nations Mission in South Sudan, Misja Narodów Zjednoczonych w Sudanie Południowym).